# Aleksandr Oparin
Aleksandr Ivànovitx Oparin (en rus: Александр Иванович Опарин, 2 de març de 1894 - 12 d'abril de 1980) va ser un bioquímic soviètic que va realitzar avenços pel que fa a l'origen de la vida a la Terra. Va ser membre de l'Acadèmia de Ciències soviètica. El 1924, va formular una teoria sobre l'origen de la vida, que consistia en un desenvolupament una constant de l'evolució química de molècules de carboni. La teoria d'Oparin va ser represa per Stanley Miller, que va posar en pràctica l'experiment que assolia crear matèria orgànica a partir de matèria inorgànica, de manera espontània sota unes condicions que simulaven les de la Terra primitiva.

## La teoria d'Oparin
La teoria d'Oparin és una de les moltes teories que intentaven respondre a la pregunta: si un ésser és generat per un altre ésser precedent, com va sorgir el primer ésser?, després d'haver estat rebutjada la teoria de la generació espontània per Louis Pasteur el 1864.

## Antecedents
El 1930, Oparin va formular una nova hipòtesi per explicar l'origen de la vida. Això va culminar amb el seu llibre L'origen de la vida. Oparin tenia coneixements d'astronomia, geologia, biologia i bioquímica i els va utilitzar per solucionar aquest problema. Gràcies als seus estudis d'astronomia, Oparin sabia que en l'atmosfera del Sol, de Júpiter i d'altres cossos celestes, hi ha gasos com el metà, l'hidrogen i l'amoníac. Aquests gasos són ingredients que oferixen carboni, hidrogen i nitrogen. Per completar-ho faltava l'oxigen, llavors va pensar en l'aigua. Per explicar com podria haver aigua en l'ambient ardent de la Terra primitiva, Oparin va usar els seus coneixements de geologia. Els 30 km de gruix mitjà de l'escorça terrestre, constituïts de roca magmàtica, evidencien, sens dubte, la intensa activitat volcànica que hi havia a la Terra. Se sap que actualment és expulsat prop d'un 10% de vapor d'aigua juntament amb el magma, i probablement també succeïa d'aquesta forma antigament. La persistència de l'activitat volcànica durant milions d'anys hauria provocat la saturació en humitat de l'atmosfera. En aquest cas, l'aigua ja no es mantindria com a vapor. Oparin va imaginar que l'alta temperatura del planeta, l'actuació de la radiació ultraviolada i les descàrregues elèctriques a l'atmosfera (llampecs) podrien haver provocat reaccions químiques entre els elements anteriorment citats; aquestes reaccions donarien origen a aminoàcids.
Començaven llavors a caure les primeres pluges sobre la Terra, i aquestes arrossegaven les molècules d'aminoàcids que estaven sobre el sòl. Amb l'alta temperatura de l'ambient, l'aigua tornava a evaporar-se i tornava a l'atmosfera d'on novament es precipitava i novament s'evaporava, i així successivament. Oparin va concloure que els aminoàcids que eren dipositats per les pluges no tornaven a l'atmosfera amb el vapor d'aigua, i llavors romanien sobre les roques calentes. Va suposar també que les molècules d'aminoàcids, amb l'estímul de la calor, es podrien combinar mitjançant enllaços peptídics. Així, sorgirien molècules majors de substàncies albuminoides. Serien, doncs, les primeres proteïnes a existir. La insistència de les pluges durant milers o milions d'anys va acabar duent a la creació dels primers mars de la Terra. I cap a aquests mars van ser arrossegades, amb les pluges, les proteïnes i aminoàcids que romanien sobre les roques. Durant un temps incalculable, les proteïnes s'acumularien en els mars d'aigües temperades del planeta. Les molècules es combinaven i es trencaven i novament tornaven a combinar-se en una nova disposició. I d'aquesta manera, les proteïnes es multiplicaven quantitativa i qualitativament.
Dissoltes en aigua, les proteïnes van formar col·loides. La interacció dels col·loides va dur a l'aparició dels coacervats. Un coacervat és un agregat de molècules unides per forces electroestàtiques. Aquestes molècules són sintetitzades abiòticament. Oparin va anomenar coacervats els protobionts. Un protobiont és un glòbul estable que és propens a l'autosíntesi si s'agita una suspensió de proteïnes, polisacàrids i àcids nucleics. Moltes macromolècules van quedar incloses en coacervats. És possible que, en aquesta època, ja existissin proteïnes complexes amb capacitat catalitzadora, com enzims o ferments, que faciliten certes reaccions químiques, i això accelerava bastant el procés de síntesi de noves substàncies. Quan ja hi havia molècules de nucleoproteïnes, l'activitat de les quals en la manifestació de caràcters hereditaris és bastant coneguda, els coacervats van passar a embolicar-les. Apareixien microscòpiques gotes de coacervats embolicant nucleoproteïnes. En aquell moment, només faltava que les molècules de proteïnes i de lípids s'organitzessin en la perifèria de cada gotícula, formant una membrana lipoproteica. Estaven formades, llavors, les formes de vida més rudimentàries.

## Títols i premis
Oparin va rebre el títol d'Heroi del Treball Socialista el 1969, rebé el Premi Lenin 1974 i la Medalla Lomonóssov el 1979 Pels seus èxits destacats en bioquímica. A més, va rebre cinc ordes de Lenin, l'orde de la Guerra Patriòtica de 2a classe, l'orde de la Bandera Roja del Treball, la medalla del Centenari de Lenin, la Medalla per la Tasca Meritòria durant la Gran Guerra Patriòtica i la Medalla del 800è Aniversari de Moscou.
Va morir el 21 d'abril de 1980 a Moscou, i fou enterrat al cementiri de Novodévitxi de la capital.